# Pregel
Der Pregel (prußisch Preigara und Preigile, russisch Прего́ля (Pregolja), litauisch Prieglius) ist ein Fluss in der Oblast Kaliningrad, dem russischen Teil Ostpreußens. Er ist 123 km, zusammen mit der Angerapp, einem der bedeutendsten Zuflüsse, 292 km lang. Sein Einzugsgebiet umfasst 15.500 km². Der mittlere Abfluss (MQ) liegt bei 90 m³/s.

## Name
Der von Claudius Ptolemäus erwähnte Fluss Chronos wurde mit dem Pregel identifiziert. Zur Gotenzeit wurde der Pregel Skara genannt. Zu Ordenszeiten (1231: Lipz) hieß der Fluss auch Lipsa (1246: „Lipza“): „Lindenfluss“. 1243 hieß er „flumen pregore“. Dieser Name wird linguistisch unterschiedlich gedeutet: Nach Peteraitis „schnell, mutig“, nach Vanagas „Hölle, Abgrund“ und nach Gerullis „grundloser Weg, Abgrund“. Nach Preuß rührt der Name Pregel von den älteren Bezeichnungen Pregolla und Prigora (prie bei und gora Berg, also ‚bei dem Berg‘) her und hängt damit zusammen, dass die Vereinigung der Quellströme des Pregel an einem Berg erfolgt. Der Name Pregel (prußisch „preigillis“: an der tiefen Stelle) erschien erstmals im Jahr 1302.

## Verlauf und Verbindungen mit anderen Gewässern
Der Pregel entsteht westlich von Tschernjachowsk (Insterburg) aus dem Zusammenfluss von Instrutsch (Inster) und Angrapa (Angerapp) und fließt in westliche Richtung durch weites Flachland. Er hat über die Deima (Deime), die bei Gwardeisk (Tapiau) abzweigt, eine Verbindung zum Kurischen Haff sowie seit 1697 über die Deime und den Polesski Kanal (Großer Friedrichsgraben) eine Verbindung zur Memel.
Der Fluss spaltet sich bei Schloss Friedrichstein in zwei Arme, den Alten Pregel oder Natangischen Pregel sowie nördlich davon den Neuen Pregel oder Samländischen Pregel. Um die Insel Kneiphof vereinigen sich die Arme wieder. Der Knick des Unterlaufs bei der Walzmühle in Rathshof wurde in den 1920er Jahren durch einen Durchstich begradigt.
Der Pregel mündet hinter Kaliningrad (Königsberg) in das Frische Haff.
Der Pregel ist, wie alle Flüsse in der Oblast Kaliningrad, durch das Fehlen funktionierender Kläranlagen stark verunreinigt (2014).

## Verkehrsbedeutung
Der Fluss ist auf der ganzen Länge schiffbar. Die Bedeutung dieser Wasserstraße hatte seit der Fertigstellung der Bahnstrecke Kaliningrad–Tschernyschewskoje (Eydtkuhnen an der russischen Grenze) im 19. Jahrhundert nachgelassen.

## Städte am Pregel

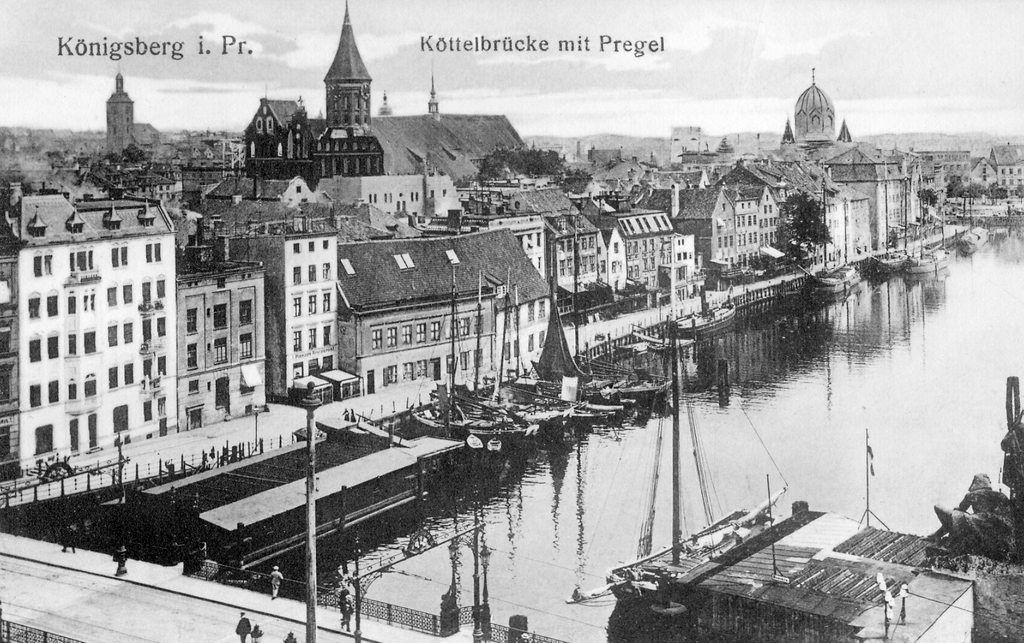
Alter Pregel an der Königsberger Dominsel

- Tschernjachowsk (Insterburg)
- Snamensk (Wehlau)
- Gwardeisk (Tapiau)
- Kaliningrad (Königsberg Pr.)

## Wichtigste Zuflüsse
- Lawa (Łyna, Alle)
- Angrapa (Angerapp, Węgorapa)
- Instrutsch (Inster)